# Emirati degli Emirati Arabi Uniti

Emirati degli Emirati Arabi Uniti

Gli emirati degli Emirati Arabi Uniti (in arabo إمارات‎?, ʾimārāt) costituiscono la suddivisione territoriale di primo livello del Paese e ammontano a sette. Di questi, sei si federarono il 2 dicembre 1971; uno, l'emirato di Ras al-Khaima, si unì alla federazione il 10 febbraio 1972, dopo la conquista delle isole Tunb.

## Lista
| Emirato | Emirato                   | Endonimo                   | Capoluogo      | Popolazione (2010) | Popolazione (2010) | Superficie | Superficie | Densità | Densità | Emiro                             | Dinastia  | Sottodivisioni | Altezza media | ISO 3166-2 | Mappa |
| Emirato | Emirato                   | Endonimo                   | Capoluogo      | Abitanti           | %                  | km²        | %          | ab./km² | %       | Emiro                             | Dinastia  | Sottodivisioni | Altezza media | ISO 3166-2 | Mappa |
| ------- | ------------------------- | -------------------------- | -------------- | ------------------ | ------------------ | ---------- | ---------- | ------- | ------- | --------------------------------- | --------- | --- | ------------- | ---------- | ----- |
|         | Emirato di Abu Dhabi      | أبو ظبي‎ ʾAbū Ẓabī          | Abu Dhabi      | 1 967 659          | 28,4               | 73 060     | 86,7       | 32,83   |         | Mohammed bin Zayed Al Nahyan      |           | 3 regioni municipali - Abu Dhabi (Central Capital District) - Al Ain (Eastern Region) - Al Gharbia (Western Region)  | 100           | AE-AZ      |       |
|         | Emirato di Ajman          | عجمان‎ ʿAjmān               | Ajman          | 263 000            |                    | 260        |            | 785,13  |         | Humaid IV bin Rashid Al Nuaimi    |           | - Ajman - Masfut - Al Manama                                                                                         | 13            | AE-AJ      |       |
|         | Emirato di Dubai          | دبي‎ Dubayy                 | Dubai          | 1 837 610          |                    | 3 900      |            | 655,96  |         | Mohammed bin Rashid Al Maktum     |           | - 9 Settori - 226 Comunità                                                                                           | 11            | AE-DU      |       |
|         | Emirato di Fujaira        | الفجيرة‎ Al-Fujayrah        | Fujaira        | 163 751            |                    | 1 300      |            | 99,73   |         | Hamad bin Mohammed Al Sharqi      |           | 2 comuni - Fujaira - Dibba Al-Fujairah                                                                               | 134           | AE-FU      |       |
|         | Emirato di Ras al-Khaima  | رأس الخيمة‎ Raʾs al-Ḫaymah  | Ras Al Khayma  | 413 000            |                    | 1 700      |            | 156,40  |         | Saud bin Saqr al-Qasimi           |           | 5 Aree suddivise in distretti                                                                                        | 2             | AE-RK      |       |
|         | Emirato di Sharja         | الشارقة‎ Aš-Šāriqah         | Sharja         | 1 060 000          |                    | 2 600      |            | 343,89  |         | Sultan III bin Muhammad al-Qasimi | Al Qasimi | 9 municipalità - Sharjah - Al Hamriyah - Al Bataeh - Al Madam - Mleiha - Dhaid - Kalba - Khor Fakkan - Dibba Al-Hisn | 174           | AE-SH      |       |
|         | Emirato di Umm al-Qaywayn | أم القيوين‎ ʾUmm al-Qaywayn | Umm al-Qaywayn | 65 000             |                    | 780        |            | 82,67   |         | Saud bin Rashid Al Mu'alla        |           | | 52            | AE-UQ      |       |